# 青山ダム
青山ダム（あおやまダム）は、北海道石狩郡当別町、一級河川・石狩川水系当別川のダムである。

## 概要
青山ダムは、1951年に当別川上流において着工し、1962年に竣工する。施行業者は、地崎工業である。灌漑用水用に作られたダムであり、形式はアースダムである。
当別の北部の青山地区にあり、当別中心部より33km以上離れていて、近くは過疎地である。付近までは、1957年より1975年まで、北海道中央バスの定期路線のバス停があり、1992年より2000年にまで、北海道中央バスおよび札幌第一観光バスの夏季の運転がなされていた。2011年現在、10km以内にバス停留所は存在しない。近所に、リクレーション施設『北海道立道民の森』の敷地の青山ダム地区および牧場南地区がある。
しかしながら治水対策上は構造ゆえにカバーできず、当別ダムを新たに建設する運びとなり、1980年に着工し紆余曲折を経て32年後の2012年に供用開始となった。